# Снегирь (фильм)
«Снегирь» — российский художественный фильм 2023 года режиссёра Бориса Хлебникова, вольная экранизация романа Георгия Владимова «Три минуты молчания» (1969), действие которого перенесено в наши дни. Фильм повествует о конфликтах и драматических событиях, происходящих во время очередного плавания российского рыболовецкого траулера в северных морях.
Главные роли в фильме сыграли Александр Робак, Тимофей Трибунцев, Олег Савостюк, Макар Хлебников.

## Сюжет
Действие фильма происходит в наши дни. Потрёпанный российский рыболовный траулер «Снегирь» выходит в Баренцево море в поисках богатого улова. Команда состоит из разных по типу личности людей, но все они обладают сильным характером, настойчивостью и целеустремлённостью. В этот раз на траулере вместе с опытными моряками в рейс отправляются два студента мореходного училища — Никита и Максим. Молодые люди мечтали о морской романтике, но реальность оказалась гораздо суровее, чем они предполагали: сильная качка, пронизывающий ветер, неприятный запах рыбы и суровые корабельные нравы. Если Максиму постепенно удаётся вписаться в коллектив, то Никита чувствует себя изгоем — над ним открыто насмехаются и издеваются члены команды. Когда отношения начинают налаживаться, то становится известно, что Никита и не собирается связывать свою жизнь с морем — в море он пошёл «по приколу», а в училище поступил только потому, что там давали общежитие, поскольку он не смог поступить на физико-математический факультет. Только Геннадий продолжает поддерживать парня, поскольку у него самого растут две дочери примерно того же возраста, с которыми он давно утратил взаимопонимание.
Поймав в родных водах очень мало рыбы, капитан принимает рискованное решение — пересечь границу и закинуть сеть в норвежских водах, в случае чего сославшись на то, что приборы навигации дали сбой. Поскольку в этих местах видны большие косяки рыб, незаконная ловля обещает большой заработок. Старпом и Геннадий со скрипом соглашаются на авантюру, а остальным членам команды ничего не говорят вплоть до совершения самой операции. После удачной ловли траулер поворачивает назад. Во время траления из-за разгильдяйства Юрика погибает Никита, которого ударяет по голове оторвавшийся конец троса. Его тело помещают в трюм рядом с грузом рыбы. Вскоре судно попадает в 10-балльный шторм, во время которого сильно накреняется; в это время моряки пьют в столовой, поминая Никиту. Груз рыбы кто-то не закрепил, и все коробки падают на пол, так же, как и тело Никиты. Пьяные моряки спешат в трюм, чтобы навести там порядок.
Рядом с траулером внезапно появляется норвежское рыболовецкое судно, которое также терпит крушение. Судно потеряло управление и несколько раз таранит траулер. Четыре норвежских рыбака обречены на смерть, и капитан принимает решение не пытаться спасти их, поскольку это грозит гибелью самому «Снегирю». Однако, ослушавшись приказа, Юрик посылает норвежцам трос, и они пытаются добраться до траулера на плоту. После самоотверженной борьбы со стихией морякам наконец удаётся поднять на борт норвежцев и привести в чувство того из них, который захлебнулся и уже не подавал признаков жизни. В столовой Юрик развлекает норвежцев видео со своим участием.
В порту команду уже ждёт полиция и следователь. Во время допроса все придерживаются той версии, о которой договорились, в соответствии с которой Никита не выполнил приказа Геннадия и погиб по своей вине. В финале показано снятое на смартфон видео с участием Юрика, в котором он залпом выпивает бутылку пива, в которой плавает множество мальков.

## В ролях
- Олег Савостюк — Максим
- Макар Хлебников — Никита
- Александр Робак — Геннадий, мастер добычи
- Тимофей Трибунцев — Юрий
- Евгений Сытый — Дед
- Сергей Наседкин — Витя
- Михаил Кремер — Серёга
- Анатолий Попов — Василий, капитан
- Василий Щипицын — Николай Егорович, старпом
- Олег Каменщиков — Евгений
- Владимир Лукьянчиков — Димон
- Константин Гаёхо — Андрей
- Вероника Анискина — следователь
- Владислав Демчук — полицейский

## Производство и премьера
Литературной основой сценария фильма стал роман советского писателя Георгия Владимова «Три минуты молчания», существенно переработанный Борисом Хлебниковым и Натальей Мещаниновой. Главные роли получили Александр Робак, Тимофей Трибунцев, Евгений Сытый, а также начинающие актёры Олег Савостюк и Макар Хлебников.                                                                                                                                                                                                  Съемки фильма проходили в Баренцевом море, Териберке и Мурманске на действующем рыболовном корабле. Для сцен внутри «Снегиря» и кадров со штормом построили масштабную декорацию — в павильоне в Санкт-Петербурге.
Продюсер Сергей Сельянов заявил, что вел переговоры об участии «Снегиря» в программе Каннского кинофестиваля.
Премьера фильма состоялась на 45-м Московском международном кинофестивале. 8 июня 2023 года картина вышла в прокат.

## Отзывы и оценки
Фильм получил положительные отзывы в российской прессе; по данным агрегатора «Критиканство», резко отрицательных обзоров на него не было совсем. О фильме писали: «Не только фильм-размышление, но и фильм-развлечение» («Афиша»), «Не только максимально достоверное и реалистичное кино, но и стопроцентно зрительское» (Time Out), «Один из редчайших случаев в кино, когда сюжет — не история, которую можно рассказать, у которой есть начало и конец, а нескончаемое состояние, которое можно только выразить» (Валерий Кичин «Российская газета»). Издания «Афиша», Skillbox и «Фильм.про» включили «Снегирь» в свои списки лучших российских фильмов 2023 года.
Среди немногих не вполне довольны фильмом остались авторы газет «Комсомольская правда» и «Литературная газета», увидевшие в фильме социальные аллегории: «Картина Хлебникова воодушевила нашу от века протестную молодую критику, не находящую иного способа хитро намекнуть, что все вокруг уроды, совок неистребим и лишь они одни все в белом» («Комсомольская правда»), «Зритель в России смотреть в это кривое зеркало вряд ли захочет» («Литературная газета»).

## Награды
- «Белый слон» в номинациях «Лучшая операторская работа» и «Лучшая мужская роль второго плана» (Александр Робак)[14].
- «Золотой орёл» (2023) в номинациях: «Лучший игровой фильм», «монтаж фильма», «работа звукорежиссера», «визуальные эффекты»[15].
- «Виват кино России!» (2024) приз «Лучшая мужская роль» (Александр Робак)[16]
- Премия Гильдии кастинг-директоров (2024) в номинации «Лучший актерский ансамбль художественного фильма» (Анжела Тимерханова)[17].
- «Литература и кино» (2024) в номинации «Лучший фильм» — Гран-при «Гранатовый браслет»[18].
- «Ника» (2024) в номинации «Открытие года» (Макар Хлебников)[19].